# Wenceslao II de Bohemia

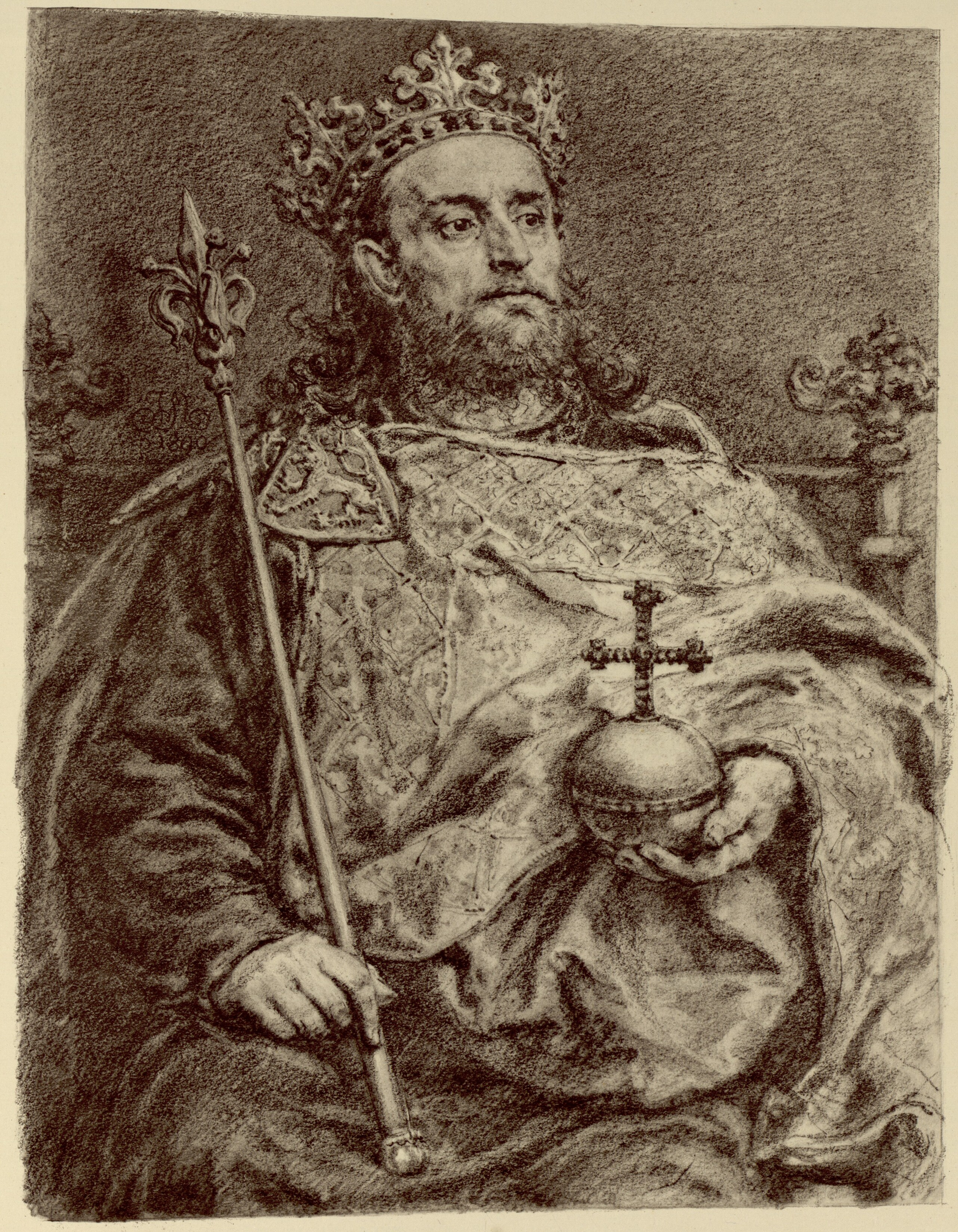
Wenceslao II por Jan Matejko.

Wenceslao II (en checo: Václav II, en polaco: Wacław II /'va:ʦlaf drugi/ⓘ; Praga, Bohemia 27 de septiembre de 1271 - Praga, Bohemia 21 de junio de 1305), de la dinastía Premíslida, fue rey de Bohemia desde 1278 y de Polonia desde 1300, que gobernó hábilmente su reino de Bohemia y extendió su influencia no solo en Polonia —duque de Sandomierz (1292-1304)— sino también en Hungría.

## Vida
Ascendiendo al trono a la edad de siete años a la muerte de su padre, Otakar II, en 1278, Wenceslao vivió en la corte de su primo Otón IV de Brandeburgo, que sirvió como regente en nombre de Wenceslao hasta 1283. Cuando Wenceslao regresó a Praga, se encontró con que su país estaba dominado por el ambicioso Záviš de Falkenstein, amante de su madre y después su marido. Wenceslao arrestó a Záviš en 1289, destruyó la facción disidente, y ejecutó a su rival en 1290. A partir de entonces gobernó su reino con éxito, explotando sus recursos naturales y aumentando su riqueza. Después de anexar la mayor parte de la Alta Silesia, Wenceslao ocupó Cracovia en 1291 y finalmente se convirtió en rey de Polonia en 1300. Se le ofreció la corona de Hungría, se negó y puso a su hijo Wenceslao (después Wenceslao III) en el trono en 1301, que reinó con el nombre de Ladislao V, pero se vio obligado a retirarse en 1304. Wenceslao II murió en 1305, a la edad de 34 años, probablemente de tuberculosis.
Su hijo, Wenceslao III fue incapaz de mantener un imperio poderoso, y poco después de la muerte prematura de Wenceslao II, su imperio empezó a derrumbarse.

### Matrimonios e hijos
Wenceslao II se casó dos veces: Primero tomó por esposa a Judith de Habsburgo, hija del emperador Rodolfo I de Habsburgo en 1285. De este matrimonio nacieron:
1. Wenceslao III de Bohemia  (1289-1306). También rey de Hungría y rey de Polonia].
2. Inés (1289-1296), hermana gemela de Wenceslao III. Esposa de Ruperto, el hijo mayor del rey germánico Adolfo de Nassau.
3. Isabel de Bohemia (1292-1330). Esposa del rey Juan I de Bohemia de la Casa de Luxemburgo.
4. Ana de Bohemia (1290-1313), esposa de Enrique de Carintia.
5. Guta (1293-1294).
6. Juan (1294-1295).
7. Juan (1295-1296).
8. Margarita de Bohemia (1296-1322), esposa de Boleslao III el Generoso de Silesia.
9. Guta (†1297).

En 1300, se casó con Isabel Riquilda de Polonia (1288-1335), hija de Premislao II. Tuvieron una única hija, Inés de Bohemia (1305-1337) (25 de junio de 1305 - antes de 4 de enero de 1337), casada con Enrique I de Jawor.

## Ancestros
| Predecesor: Otakar II de Bohemia    | Rey de Bohemia 1278-1305        | Sucesor: Wenceslao III        |
| Predecesor: Premislao II de Polonia | Rey de Polonia 1300-1305        | Sucesor: Wenceslao III        |
| Predecesor: Vladislao I el Breve    | Duque de Sandomierz 1292 - 1304 | Sucesor: Vladislao I el Breve |

- Datos: Q155581
- Multimedia: Wenceslaus II of Poland and Bohemia / Q155581